# Usulután
Pour l’article homonyme, voir Usulután (volcan).
Usulután est une municipalité et l'une des plus grandes villes du Salvador, située dans le département d'Usulután. Avec une population estimée à 71 636 habitants en 2006, estimation confirmée à 73 064 habitants en 2007 après recensement.
La plage la plus touristique de la région est la Playa El Espino (Plage de L'Aubépine).
La montagne la plus haute d'Usulután est le Cerro El Tigre (Colline du Tigre). Son altitude est d'environ 600 mètres.